# Philippe Le Bas
Pour les articles homonymes, voir Le Bas.
Philippe Le Bas, né le 29 prairial an II (17 juin 1794) à Paris et mort le 16 mai 1860 dans le 5e arrondissement de la même ville, est un helléniste, épigraphiste, archéologue et traducteur français. Maître de conférences à l’École normale supérieure, responsable de la bibliothèque de la Sorbonne, membre de l'Académie des inscriptions et belles-lettres, président de l'Institut de France, il est surtout connu comme le précepteur de Napoléon III.

## Biographie
Fils unique de Philippe Le Bas et d’Élisabeth Duplay, fille cadette de Maurice Duplay, le logeur de Maximilien de Robespierre, rue Saint-Honoré à Paris, Philippe Le Bas n’avait que six semaines lorsque son père se suicida d’un coup de pistolet lors de la chute de Robespierre, le 9 thermidor. Écroué avec sa mère à la Petite-Force puis à la prison Talaru, rue de Richelieu, il passa avec elle à Saint-Lazare et au Luxembourg, avant d'être libéré le 18 frimaire an III (8 décembre 1794).
Élevé dans le culte de son père, de Robespierre et de Saint-Just, Le Bas entra à douze ans au collège de Juilly, où sa mère le confia au père Balland, que son père avait sauvé. En 1810, il s'engagea, à l'âge de seize ans, comme novice dans la marine impériale et servit sur le lougre le Vigilant puis le vaisseau le Diadème. Promu aspirant de 2e classe le 15 janvier 1812, il passa en 1813 dans l'armée de terre, où il devint maréchal des logis dans la garde impériale, au troisième régiment des gardes d’honneur, et participa aux campagnes de 1813 et de 1814. Employé sous la Restauration au bureau des hospices de la Préfecture de la Seine, comme commis principal puis sous-chef de bureau, Le Bas, qui avait appris le grec avec Boissonade, fut remarqué, en juin 1820, par Hortense de Beauharnais, qui lui proposa de devenir le précepteur de son fils Louis Napoléon Bonaparte, futur Napoléon III, alors âgé de 12 ans. Quittant Arenenberg, où était installée sa mère, celui-ci rejoignit Le Bas et son épouse à Augsbourg, où il suivit les cours du gymnasium. En 1823, Le Bas accompagna son pupille à Marienbad, où Louis Bonaparte prenait les eaux. Puis, à la fin d'octobre, ils quittèrent, sur les instances d'Hortense, Augsbourg pour Rome, où ils arrivèrent à la mi-novembre. Ce séjour fut interrompu au printemps 1824 par le décès d'Eugène de Beauharnais, qui les obligea à rentrer en Bavière pour assister à ses funérailles. Le 1er octobre 1827, Hortense le congédia brutalement, sous prétexte d'économies. En fait, il semble que leurs divergences de vue en matière d'éducation, le républicanisme prononcé de Le Bas et son austère puritanisme aient fini par la lasser.
Au cours de ce séjour à Rome à titre de tuteur au sein de la famille de la reine Hortense, Le Bas fit la connaissance d’archéologues italiens et allemands. De retour en France, il obtint, à la faculté des lettres de Paris, les grades de licencié (9 mai 1829) et de docteur (1er août 1829), fut reçu premier au concours d'agrégation de lettres (3 octobre 1829) et devint, la même année, professeur au lycée Saint-Louis, puis maître de conférences d’histoire à l’École normale supérieure en 1830, titre qu’il échangea, quatre ans plus tard, contre celui de maître de conférences de langue et littérature grecques à la même école (1834-1860).
Chargé, le 17 novembre 1842, par Abel Villemain, alors ministre de l’Instruction publique, d’une mission scientifique en Grèce et en Asie Mineure, il s’y rendit à la tête d’une expédition scientifique, au cours de laquelle il dirigea des fouilles dans la région.
Les deux années de sa mission, essentiellement épigraphique, qui devait durer un an, mais fut prolongée de onze mois, jusqu’en novembre 1844, furent consacrées à la collecte de dessins de monuments anciens et d’inscriptions encore inédites, en restituant d’après un examen sur les lieux celles qui sont mutilées, en recherchant dans les îles les moins explorées jusqu’alors tout ce qu’il y avait de monuments épigraphiques non seulement inédits, mais même inconnus.
Le Bas revint chargé d’un butin énorme : ayant pu emmener un dessinateur, il ramena 450 dessins et 5 000 inscriptions, presque toutes grecques, dont 2 000 au moins copiées et estampées à Athènes, et 3 000 autres recueillies dans les autres parties du monde grec. Il a, de surcroît, raconté les diverses expériences qu’il vécut lors de cette mission dans un ouvrage publié en 1847-1848 : Voyage archéologique en Grèce et en Asie mineure.
Au retour de sa mission, Le Bas entra à la bibliothèque de la Sorbonne comme conservateur adjoint le 3 décembre 1844, avant d'être nommé le 20 novembre 1846 administrateur, fonctions qu'il remplit jusqu'en 1860. Par ailleurs en 1853 alors maître de conférences à l'Ecole normale il décide de réorganiser les collections en appliquant le système de classement méthodique élaboré à la Bibliothèque de la Sorbonne.
Sous la Deuxième République, il fut élu conseiller municipal de Paris le 4 juillet 1848. Vice-président de l'Association démocratique des amis de la Constitution (pro-Cavaignac) et opposé au coup d'État du 2 décembre 1851 de Napoléon III, il resta, malgré tout, en bons termes avec son ancien et illustre élève, refusant néanmoins toute faveur de sa part. À partir de 1856, une subvention annuelle de 6 000 francs lui fut versée.
Élu le 9 février 1838 à l'Académie des inscriptions et belles-lettres, il devint président de l’institut de France en 1858. Il fut également membre du Comité des travaux historiques et scientifiques (1848-1849), membre (9 mai 1845) puis président de la Société nationale des antiquaires de France et l'auteur de traductions du grec ancien et de l’allemand en français.
Philippe Lebas meurt le 16 mai 1860 à Paris à son domicile rue de la Sorbonne. Il est inhumé dans le 34e division du cimetière du Père-Lachaise. 

## Famille
Le 2 octobre 1817, Philippe Le Bas épouse à Paris sa cousine Edmée-Louise-Clémence Duplay, fille de Jacques Mathieu Duplay (1751-1833) et nièce de Maurice Duplay, née à Paris le 27 floréal an VII (16 mai 1799) et morte le 19 mars 1875,.
Il a eu cinq enfants : un enfant mort en bas âge (1818-1819) de son épouse Edmée-Louise-Clémence Duplay, deux enfants avec Marie-Madeleine-Adèle Grujon (1799-1840) puis deux enfants avec Marie Victorine Pierrette Ghibels (1807-1887).
- Philippe Le Bas
  - un enfant mort en bas âge (1818-1819).
  - Léon Grujon Le Bas (1834-1907)[a], directeur de l'hôpital de la Salpêtrière et chevalier de la Légion d'honneur. Il épouse Aimée Prévost, le 12 août 1862 dans le 12e arrondissement de Paris.
    - Elisabeth-Clémence Grujon Le Bas épouse Paul Coutant le 19 décembre 1888 dans le 13e arrondissement de Paris.
      - Marcelle Coutant.
      - Marie-Aimée Coutant.

    - Eugénie-Jeanne Grujon Le Bas (1869-1955) épouse Henri Maurice Gustave Grandpierre 11 mars 1901 dans le 16e arrondissement de Paris.
      - Yvonne Grandpierre.
      - Georges Grandpierre.

  - Clémence-Charlotte-Élisabeth Grujon Le Bas (1836-). Le 25 juillet 1857, elle épouse Eugène Dauzon (1824-1894), avocat, préfet et conseiller général de Lot-et-Garonne.
    - Philippe Jean Michel Dauzon (1860-1918), avocat, député radical de Lot-et-Garonne, conseiller général de Lot-et-Garonne, président du Conseil général, chevalier de la Légion d'honneur.
    - Jean-Georges-Philippe Dauzon[19], propriétaire-rentier à Layrac (Lot-et-Garonne) et Paris[10],[20],[21].

  - Eléonore Ghibels (1839-1881), mariée à Jean Louis Juneau (1829-1896)[22],, chevalier de la légion d'honneur[23].
    - Louis Ernest Augustin Juneau (1873-1935), chevalier de la légion d'honneur en 1818[24]. Il épouse Elisabeth Druilhet (1873-1953).
      - Simonne Marie Juneau (1898-1984).
      - Gabrielle Juneau (1899-1957).
      - Jean Juneau (1901-1991).

  - Philippe Ghibels (1842-1874), retrouvé mort le 7 juin 1874 sur la rive gauche de la Garonne au lieu-dit du port haut alors qu'il était militaire au 23ème  régiment d'artillerie de Toulouse[25].

## Publications principales
- Explication des Inscriptions grecques et latines recueillies en Grèce, par la commission de Morée, in-8° ; Paris, 1er cahier, 1835 ; 2e cahier, 1837 ;
- Explication de quelques inscriptions latines trouvées par l’armée d’Afrique à Tlemcen ; Paris, 1836, in-8° (extrait du Journal général de l’Instruction publique) ;
- Commentaire sur Tite-Live ; Paris, grand in-8° à 2 col. ; 1840 ;
- Restitution et explication des inscriptions grecques et latines de la grotte de la Vipère de Cagliari, avec quelques observations sur les inscriptions latines du même monument ; Paris, 1840, in-8° ;
- Historiens occidentaux des Croisades, t. 1er : Guillaume de Тут ;Le texte latin a été revu et annoté par Le Bas, depuis le cahier 105 jusqu’à la fin du volume ; Paris, 1844.
- Voyage archéologique en Grèce et en Asie Mineure ; Paris, 1847 et ann. suiv. ;
- Mémoire sur une Inscription métrique trouvée, à Athènes vers la fin du siècle dernier, près le temple d’Érechthée, dans les Mémoires de. l’Acad. des Inscript. et Belles-Lettres, t. XXI1I, 2e partie ;
- « Explication d’une Inscription grecque de l’île d’Égine, et Sur deux bas-Reliefs provenant, l’un de Gortyne dans l’ile de Crète, et l’autre d’Athènes », Nouvelles Annales de l’Institut de Correspondance Archéologique de Rome, t. II et t. XVIII ;
- Fragments inédits de deux romans grecs, Bibliothèque de l’École des Chartes (1841) ;
- Articles archéologiques et historiques dans la Revue de l’Instruction publique, Dictionnaire de la Conversation ;
- Aventures de Hysminé et Hysménias, par Eumathe le Macrombulite, trad. du grec avec remarques ; Collection des Romans grecs : 1828, in-8° ;
- Aventures de Drusitla et Chariclès, par Nicétas Eugenianus, trad, du grec, avec des remarques et variantes ; 1841, in-8° ;
- Édition collationnée sur dix-sept manuscrits se trouvant à Munich, à Milan et à Paris, Bibliothèque des Auteurs grecs, Amb.-Firmin Didot, 1856 ;
- Suède et Norvège, l’Univers pittoresque, 1838, 1 vol. in-8° ;
- Allemagne, l’Univers pittoresque, 1838, 2 vol. in-8° ;
- États de la Confédération Germanique, l’Univers pittoresque, 1842, in-8° ;
- L’Asie Mineure, l’Univers pittoresque, l vol. in-8°.

Le Bas est l’un des auteurs du Dictionnaire encyclopédique de l’Histoire de France ; l’Univers pittoresque ; Firmin-Didot Frères, 12 vol. in-8°, 1840-45 ; on peut y joindre des Annales (2 vol, 1840-43), et un Atlas des 620 gravures réunies en 3 volumes supplémentaires de même format (1845). 
Il a publié pour l’usage des classes plusieurs ouvrages historiques, qui ont eu un grand succès : Précis de l’Histoire Ancienne ; 2 vol. in-12 ;
- Précis d’Histoire Romaine ; 2 vol. in-12 ;
- Histoire du Moyen Âge, 2 vol. in-12 ;
- Plusieurs éditions (texte grec et trad, franc.) d’historiens, orateurs et poètes tragiques grecs. Il a également composé, en collaboration avec Ad. Régnier, plusieurs ouvrages pour l’enseignement de la langue allemande, qui devinrent des classiques.

## Pour approfondir

#### Source partielle
- Gustave Vapereau, Dictionnaire universel des contemporains, contenant toutes les personnes notables de la France et des pays étrangers, L. Hachette et cie, 1858, 1802 pages, p. 1048, [lire en ligne]
- Florent Hericher, Philippe Le Bas (1794-1860), Un Républicain de naissance, Saint-Agathon, Roudenn Grafik , 2021